# Doktrína pro společné jaderné operace
Doktrína pro společné jaderné operace (Doctrine for Joint Nuclear Operations) je dokument amerického ministerstva obrany veřejně objevený v roce 2005 o okolnostech, za kterých by velitelé amerických sil mohli požadovat použití jaderných zbraní. Dokument byl návrhem, který byl revidován, aby byl v souladu s Bushovou doktrínou preventivního útoku. Označení „Joint“ odkazuje na skutečnost, že jej podpořilo pět služebních složek americké armády a také Sbor náčelníků štábů USA (Joint Chiefs of Staff -JCS).

## Doktrína
Doktrína uvádí osm důvodů, na základě kterých mohou polní velitelé žádat o povolení používat termonukleární zbraně:
- Nepřítel používající nebo hrozící použitím ZHN proti americkým, mnohonárodním nebo aliančním silám nebo civilnímu obyvatelstvu.
- Aby se zabránilo hrozícímu útoku biologickými zbraněmi.
- K útoku na nepřátelská odpalovací zařízení pro zbraně hromadného ničení nebo jejich podzemní opevněné kontrašpionážní sbory CIC a skladovací bunkry obsahující rozmístitelné zbraně hromadného ničení, odpalovací a doručovací vozidla, která by mohla být použita k zacílení na USA nebo jejich spojence.
- Zastavit potenciálně drtivé konvenční nepřátelské síly.
- Rychle ukončit válku za podmínek příznivých pro USA.
- Aby byla zajištěna úspěšnost amerických a mezinárodních operací.
- Ukázat záměr, schopnost a připravenost USA rychle eskalovat od konvenčních zbraní k pozici jaderné obrany; za pomoci termonukleárních zbraní odstrašit nepřítele od použití zbraní hromadného ničení.
- Reagovat na nepřátelské zbraně hromadného ničení a jejich nepřímé použití zastupujícími (proxy) státy proti USA, spojeneckým národům a mezinárodním koaličním silám nebo civilnímu obyvatelstvu aliance a koalice.

## Přehled
Níže jsou uvedeny některé citace ze shrnutí dokumentu. 
Poznámka: Po odhalení veřejnosti Pentagon skryl Doktrínu pro společné jaderné operace a tři související dokumenty, přičemž to označuje jako „zrušení“ dokumentů. Rozhodnutí „zrušit“ dokumenty jednoduše odstraní kontroverzní dokumenty z veřejné sféry a z interního seznamu četby Pentagonu. Pokyny Bílého domu a Pentagonu, které řídí použití jaderných zbraní, zůstávají zrušením nezměněny.
„Použití jaderných zbraní představuje významnou eskalaci od konvenčního válčení a může být vyprovokováno nějakou akcí, událostí nebo hrozbou. Nicméně jako každá vojenská akce je rozhodnutí použít jaderné zbraně řízeno sledovaným politickým cílem.“ … „Integrace konvenčních a jaderných útoků zajistí nejúčinnější použití síly a poskytne americkým vůdcům širší škálu možností úderů k řešení okamžitých nepředvídaných událostí … Tato integrace zajistí optimální zacílení, minimální vedlejší škody a sníží pravděpodobnost eskalace.“  … „Ačkoli Spojené státy nemusí s jistotou vědět, jaké hrozby stát, kombinace států nebo nestátní aktéři představují pro zájmy USA, je možné předvídat schopnosti, které by protivník mohl využít … Tyto schopnosti vyžadují udržování různorodé kombinace konvenčních sil schopných provádět vysoce intenzivní, trvalé a koordinované akce v celé škále vojenských operací; používaných ve shodě s životaschopnými a bezpečnými jadernými silami“  … „Okamžité a dlouhodobé účinky jaderných zbraní včetně výbuchu (přetlak, dynamický tlak, zemní otřesy a krátery), tepelné záření (oheň a další materiálové efekty) a jaderné záření (počáteční, zbytkové, spad, výpadek a elektromagnetické pulsy), představují fyzické a psychologické výzvy pro bojové síly i nebojující populaci. Kladou značné požadavky na přežití vojenského vybavení, podpůrných zdrojů civilní infrastruktury a prostředků hostitelské země/koalice. Americké síly se musí připravit na přežití a možnost operovat v jaderném/radiologickém prostředí.“
V roce 2010 americký prezident Barack Obama v Nuclear Posture Review oznámil novou politiku, která je mnohem přísnější ohledně toho, kdy USA nařídí jaderný úder.